# 第117师团
第117师团（Dai-hyakujūnana Shidan）是日本帝国陆军的一个步兵师团。它的代号是弘兵团（Gu Heidan）。该师团于1944年7月10日在新乡组建，是一个丙级后期保障师团。师团的核心是第十四独立步兵旅。该师最初隶属于第12军。

## 行动
1945年4月，第117师团虽原定参加豫西鄂北会战，但仍被抽调给第44军，派往洮南。苏军入侵满洲期间，第117师团奉命保卫辽源并在公主岭向红军投降。最后一批被俘士兵直到1963年才返回日本。